# Kazimierz Bogacz (podpułkownik)

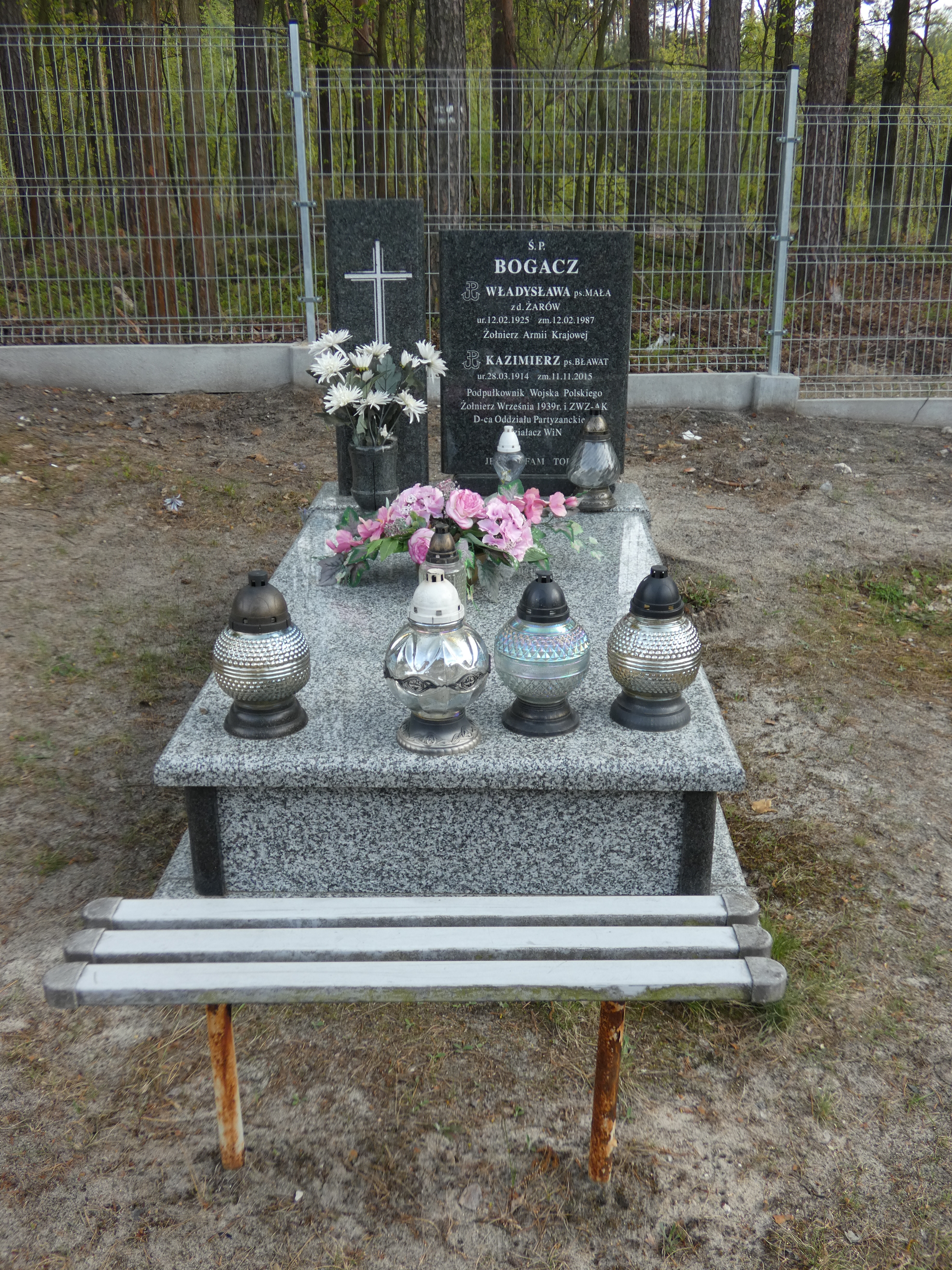
Nagrobek Kazimierza i Władysławy Bogacz (2020)

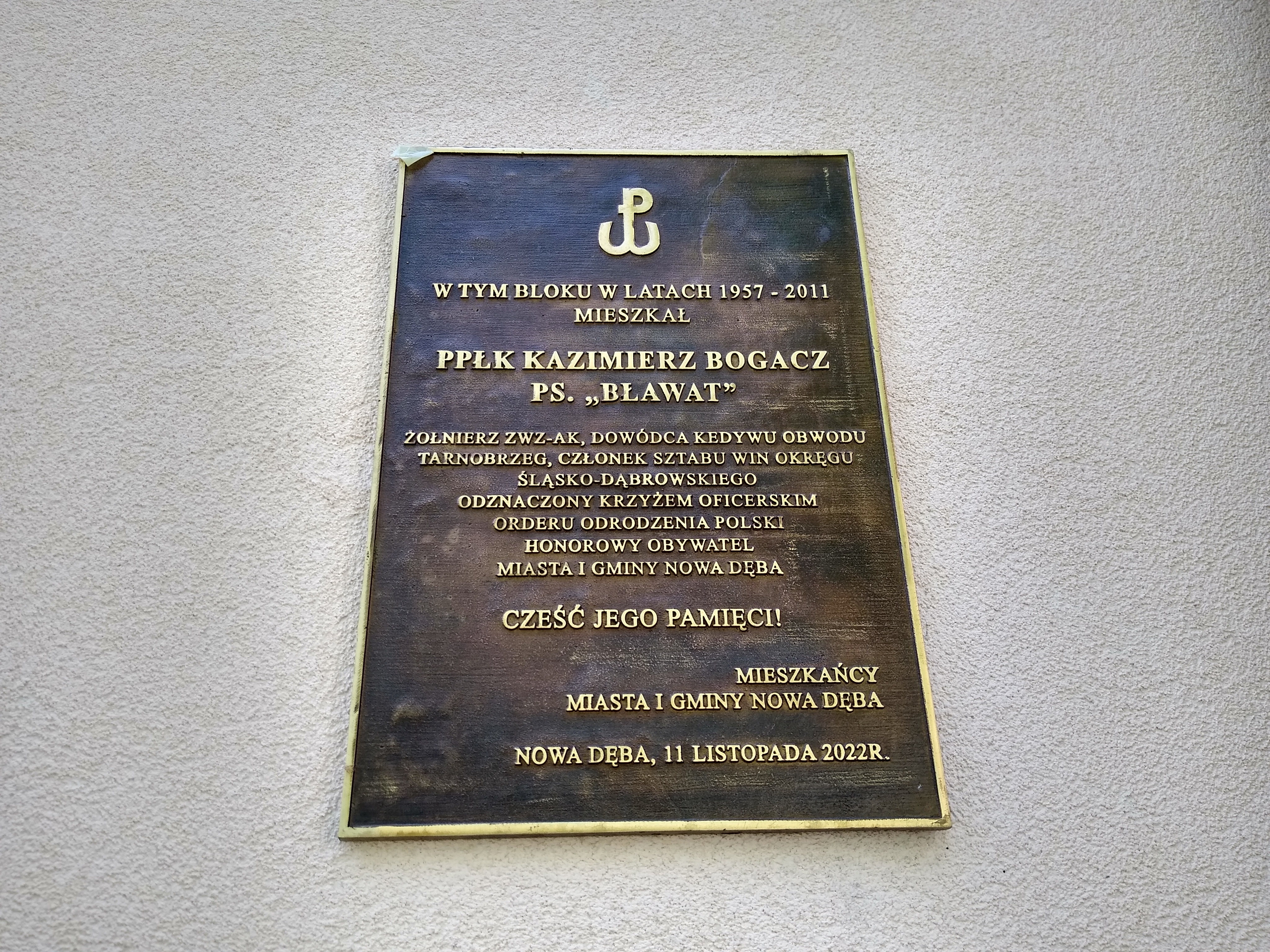
Tablica na ścianie bloku przy ul. Krasickiego w Nowej Dębie

Kazimierz Tomasz Bogacz ps. „Bławat”, „Wiktor” (ur. 28 marca 1914 w Ocicach, zm. 11 listopada 2015 w Bielsku-Białej) – podpułkownik Wojska Polskiego, działacz podziemia niepodległościowego w czasie II wojny światowej w ramach Armii Krajowej oraz działacz powojennego podziemia antykomunistycznego w ramach Zrzeszenia „Wolność i Niezawisłość”, Honorowy Obywatel Gminy Nowa Dęba.

## Życiorys
Na stopień podporucznika został mianowany ze starszeństwem z 1 stycznia 1938 i 3077. lokatą w korpusie oficerów rezerwy piechoty. Był uczestnikiem polskiej wojny obronnej września 1939 roku, dostając się do niewoli radzieckiej, z której zbiegł, angażując się następnie w działalność partyzancką. Działał w ramach struktur AK, a jego grupa brała udział w szeregu akcji dywersyjnych. Po rozbiciu przez UB w październiku 1944 roku jego oddziału, udało mu się uniknąć aresztowania. 4 listopada 1944 roku w pojedynkę dokonał rozbicia więzienia UB w Tarnobrzegu i uwolnienia swoich 15 podkomendnych. Po tej akcji przebywał w Krośnie, a następnie w Zabrzu, gdzie wszedł w skład sztabu Okręgu Śląsko-Dąbrowskiego WiN. W październiku 1946 roku został zatrzymany przez funkcjonariuszy katowickiego UB i do marca 1947 roku przebywał w katowickim więzieniu. Został zwolniony na mocy amnestii uchwalonej przez Sejm Ustawodawczy 22 lutego 1947 i powrócił do rodzinnego Tarnobrzega, gdzie ponownie został zatrzymany przez funkcjonariuszy UB. Skazany na sześć lat pozbawienia wolności wyrok odbywał w Rzeszowie, Przemyślu i Raciborzu.
Po zwolnieniu z więzienia w 1953 roku, już w następnym roku podjął pracę w Rejonie Lasów Państwowych w Tarnobrzegu, a w 1960 roku uzyskał tytuł inżyniera rolnictwa w Wyższej Szkole Rolniczej w Lublinie (obecnie Uniwersytet Przyrodniczy w Lublinie). W 2014 roku w Bielsku-Białej, gdzie mieszkał od 2011 roku, z okazji setnych urodzin Kazimierza Bogacza odbyła się uroczystość z udziałem władz samorządowych. W tym samym, 2014 roku miasto Tarnobrzeg Uchwałą Nr LVII/09/2014 Rady miasta Tarnobrzega z dnia 24 kwietnia 2014 przyznało tytuł Honorowego Obywatela Miasta Kazimierzowi Bogaczowi. Uchwałą Rady Miejskiej z 29 października 2015 został Honorowym Obywatelem Gminy Nowa Dęba, której był mieszkańcem w latach 1957–2011. Zmarł w dniu Narodowego Święta Niepodległości, 11 listopada 2015 roku. 14 listopada 2015 został pochowany na cmentarzu komunalnym w Nowej Dębie.

## Upamiętnienie
- 11 listopada 2007 roku na budynku byłego więzienia Urzędu Bezpieczeństwa w Tarnobrzegu odsłonięto tablicę upamiętającą akcję przeprowadzoną przez podpułkownika Bogacza[7].
- W listopadzie 2022 roku na ścianie bloku przy ul. Krasickiego w Nowej Dębie odsłonięto tablicę pamiątkową poświęconą Kazimierzowi Bogaczowi[8].